# Christian Dior
Christian Dior (Granville, Normandía; 21 de enero de 1905 - Montecatini Terme, Toscana; 24 de octubre de 1957) fue un influyente diseñador de moda francés, fundador de la firma de moda que lleva su nombre, que se ha convertido en una de las mejores marcas de artículos de lujo más representativas del último siglo.

## Biografía
Christian Dior era hijo de una familia de la burguesía de provincias francesa. El pequeño Christian demostró sus habilidades desde pequeño dibujando vestidos y trajes para su familia y amigos pero sus padres, Maurice y Madeleine Dior le negaron poder estudiar en la École Nationale des Beaux-Arts en Paris. Fue educado como diplomático en la École des Sciences Politiques de París tras la insistencia de su padre aunque el joven Christian finalmente no llegó nunca a graduarse. Luego, comenzó a trabajar en la industria de la moda, su verdadera vocación.
En primer lugar, Dior hizo bocetos para Robert Piguet, el gran diseñador parisino de la época. En 1946, respaldado por el magnate textil Marcel Boussac, (apodado el «rey del algodón»), estableció una casa de costura en París. En veinte años expandió su negocio a 15 países y proporcionó empleo a más de 2000 personas. Asimismo, diversificó el negocio hacia otros productos de lujo, como zapatos y bolsos, lencería o perfumes, con un éxito de ventas rotundo. Alguna de las composiciones más míticas de la historia de la perfumería llevan el sello Dior.
Christian Dior murió de un repentino ataque al corazón durante unas vacaciones en Montecatini Terme, en la tarde del 24 de octubre de 1957, mientras jugaba a las cartas. Después de su muerte, la casa Dior ha continuado su actividad con otros diseñadores de gran renombre como: Yves Saint Laurent, Marc Bohan, Gianfranco Ferré, John Galliano, Raf Simons o Maria Grazia Chiuri, actual Directora Creativa de Dior y anteriormente de Valentino.

## Aportación al mundo de la moda
Dior es especialmente conocido como el "padre de la moda" (sobrenombre dado por una periodista americana a la colección de 1946). Este estilo de costura para mujer propone hombros torneados, cintura estrecha, falda amplia en forma de corola a veinte centímetros del suelo. Para la colección de 1947, el diseñador creó la «chaqueta bar» (Bar Jacket, en inglés), con cintura ceñida que enfatiza las curvas del busto y las caderas. Representa la elegancia clásica y la vuelta a una imagen femenina, y supuso la recuperación del lujo y el exceso tras la depresión de la Segunda Guerra Mundial.
Durante una entrevista de 1953, cuando le preguntaron ¿Cuál es la reina que más le ha gustado vestir? se atrevió a decir que La única reina que vestí fue Eva Perón. De hecho, llegó a tener tal afinidad con el glamour de la ex primera dama argentina, que poseía un maniquí con las medidas de Eva en su taller.
Por otra parte, la casa Dior ha vestido a celebridades como Diana de Gales (a la que la firma homenajeó en 1995 con un famoso bolso de mano llamado Lady Dior). Otras de sus clientas han sido la primera dama de Francia Carla Bruni y la hermana del Rey de España Elena de Borbón. También ha diseñado el vestuario de ciertas actrices, como Sophia Loren en Arabesco, Julie Andrews en The Tamarind Seed, Jennifer Jones en Estación Termini —por la que estuvo nominado para el Oscar en 1955—, Ingrid Bergman en Indiscreta, Olivia de Havilland en La hija del embajador, entre otras.

## Premios y distinciones
Premios Óscar
| Año  | Categoría                                     | Película         | Resultado |
| ---- | --------------------------------------------- | ---------------- | --------- |
| 1955 | Mejor diseño de vestuario (en blanco y negro) | Estación Termini | Nominado  |